# Refuge chalet de l'Épée
Le refuge chalet de l'Épée se trouve à 2 370 mètres d'altitude, au lieu-dit Épée-de-Plontains, dans le Valgrisenche, dans les Alpes grées italiennes.

## Situation
Le chalet de l'Épée se situe à la hauteur du lac de Beauregard, à l'entrée du vallon du Bouc, le long de la Haute Route n° 2.

## Accès
On atteint ce refuge en 50 minutes, au départ du barrage de Beauregard.

## Traversées
- bivouac Ravelli (2 860 mètres)
- refuge Mario Bezzi (2 284 mètres)

## Ascensions
- Grande Rousse - (3 607 mètres)
- Pointe de Rabuigne - (3 261 mètres)
- Mont Forclaz - (3 244 mètres)
- Pic de Tey - (3 186 mètres)
- Cime du Bouc - (3 107 mètres)